# Филармонический оркестр Южной Вестфалии
Филармонический оркестр Южной Вестфалии (нем. Philharmonie Südwestfalen) — немецкий симфонический оркестр, базирующийся в городе Хильхенбах. Основан в 1957 г. под названием Зигерланд-оркестр (нем. Siegerland-Orchester). В 1960-70-е гг. уровень коллектива был доведён до профессионального (в значительной мере благодаря многолетнему руководству Рольфа Агопа). В 1992 г. оркестру был присвоен статус земельного, то есть действующего в масштабах земли Северный Рейн — Вестфалия. В 1997 г. сообразно этому было изменено название коллектива (первоначально нем. Philharmonisches Orchester Südwestfalen, с 2002 г. в нынешнем виде).
Обслуживая, в основном, потребности музыкальной жизни Южной Вестфалии, оркестр развивает и гастрольную программу: так, в 1970 г. под руководством Рольфа Агопа и под патронатом Гёте-Института состоялось гастрольное турне по 10 странам Африки, а в 2007 г. коллектив отметил своё 50-летие гастролями в Китае.

## Главные дирижёры
- Петер Рихтер (1957—1959)
- Томас Унгар (1959—1962)
- Рольф Агоп (1962—1976)
- Хорхе Роттер (1976—1986)
- Нил Вейрон (1987—1991)
- Дэвид Стерн (1995—1997)
- Георг Фрич (1997—2003)
- Рассел Харрис (2003—2011)
- Чарльз Оливьери-Монро (с 2011 г.)